# Interleucina-4

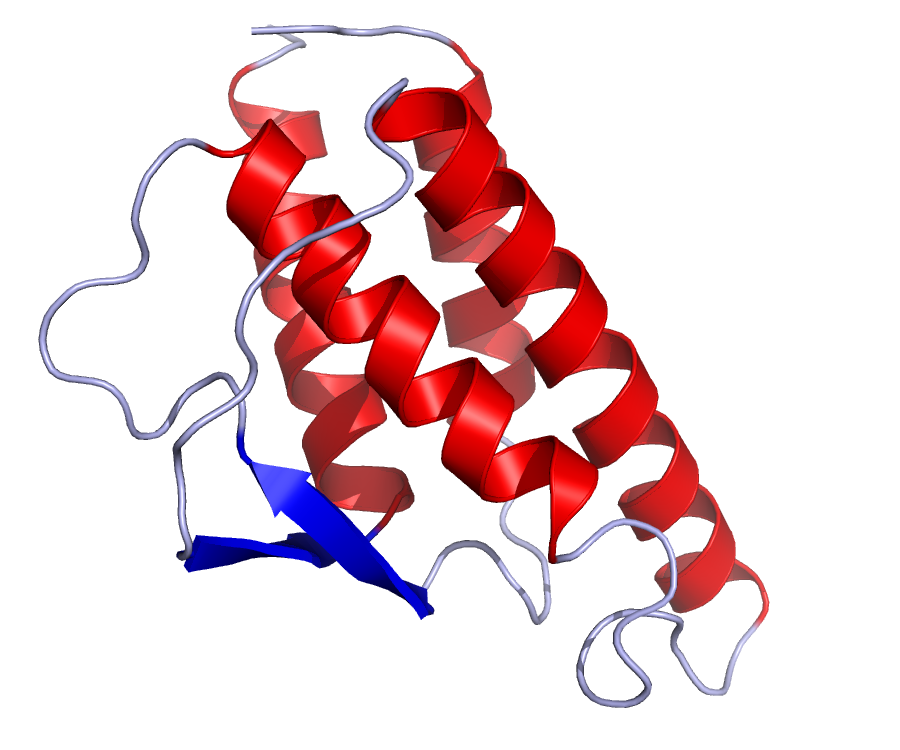
Estructura de la IL-4

La interleucina-4 (IL-4) és una glicoproteïna del grup de les citocines amb un pes molecular de 20kDa. La produeixen les cèl·lules T de tipus 2 (Th2), basòfils, mastòcits i eosinòfils activats. Actua com a antiinflamatori en bloquejar la síntesi d'IL-1, TNF-alfa, IL-6 i la proteïna inflamatòria del macròfag.
La IL-4 participa en la regulació del sistema immunitari a diferents nivells. Entre altres funcions, promou la diferenciació de limfòcits Th2, la proliferació i diferenciació de limfòcits B i és un potent inhibidor de l'apoptosi. L'IL-4 té un papet important en el desenvolupament de malalties atòpiques com l'asma, la dermatitis atòpica o l'anafilaxi sistèmica.
1. 1 2 3  GRCm38: Ensembl release 89: ENSMUSG00000000869 – Ensembl, May 2017
2. ↑  «Human PubMed Reference:». National Center for Biotechnology Information, U.S. National Library of Medicine.
3. ↑  «Mouse PubMed Reference:». National Center for Biotechnology Information, U.S. National Library of Medicine.